# Jessica Weller
 (juin 2021).
Si vous disposez d'ouvrages ou d'articles de référence ou si vous connaissez des sites web de qualité traitant du thème abordé ici, merci de compléter l'article en donnant les références utiles à sa vérifiabilité et en les liant à la section « Notes et références ».
Jessica Weller, née le 18 octobre 1983 à Wissen, est une femme politique allemande (CDU). Elle a été membre du parlement du Land de Rhénanie-Palatinat de 2019 à 2021.

## Jeunesse et carrière
En 2003, Jessica Weller obtient son diplôme général d'entrée à l'université au Kopernikus-Gymnasium de Wissen. Après un double cursus pour devenir "Diplom-Verwaltungswirtin" (diplôme allemand d'administration publique) à l'université des sciences appliquées de Cologne en administration publique, elle a été chargée de placement à l'antenne locale de l'Agence fédérale pour l'emploi à Betzdorf de 2009 à 2011. De 2011 à 2019, elle est greffière au ministère fédéral de l'Intérieur à Cologne. Jessica Weller est catholique ; elle est mariée à un fils et à une fille. Elle vit avec sa famille à Gebhardshain.

## Politique
Après avoir adhéré à la CDU en 2004 elle devient membre du conseil de district d'Altenkirchen. En 2014, elle est la porte-parole adjointe du groupe parlementaire pour la faction du conseil de district de la CDU et membre du comité de district. Depuis 2019, elle est adjointe au maire de la municipalité locale de Gebhardshain et membre du conseil local de Gebhardshain.
Jessica Weller est membre du Landtag de Rhénanie-Palatinat depuis le 1er septembre 2019. Elle a succédé à Peter Enders, élu au suffrage direct dans la circonscription électorale d'Altenkirchen (Westerwald), mandat auquel il a renoncé le 31 août 2019, après avoir été élu commissaire de comté du district d'Altenkirchen lors des élections locales de mai 2019.
Active au sein du parlement du Land, elle a été membre de la commission des affaires sociales et du travail, de la commission de l'environnement, de l'énergie, de l'alimentation et des forêts et de la commission de l'égalité et de la promotion des femmes jusqu'à son départ, après les élections du Land en 2021. Elle a été aussi la porte-parole du groupe parlementaire de la CDU pour la politique forestière.
Depuis août 2019, elle est la présidente d'État de la CDA de Rhénanie-Palatinat et, depuis 2017, représentante fédérale de l'Union des femmes de la CDU d'Allemagne. 